# ملولبة ثنائية التفرع
ملولبة ثنائية التفرع (الاسم العلمي: species dichotomus) هي نوع منقرض من عضديات الأرجل تتبع جنس الملولبة من فصيلة الملولبات.